# البریک، والنسیا
البریک، والنسیا (به اسپانیایی: Alberic, Valencia) یک شهرستان در اسپانیا است که در Ribera Alta واقع شده‌است.

## خصوصیات
البریک ۲۶٫۷ کیلومترمربع مساحت و ۱۰٬۹۳۲ نفر جمعیت دارد و ۲۸ متر بالاتر از سطح دریا واقع شده‌است.